# 耶尼傑奧巴

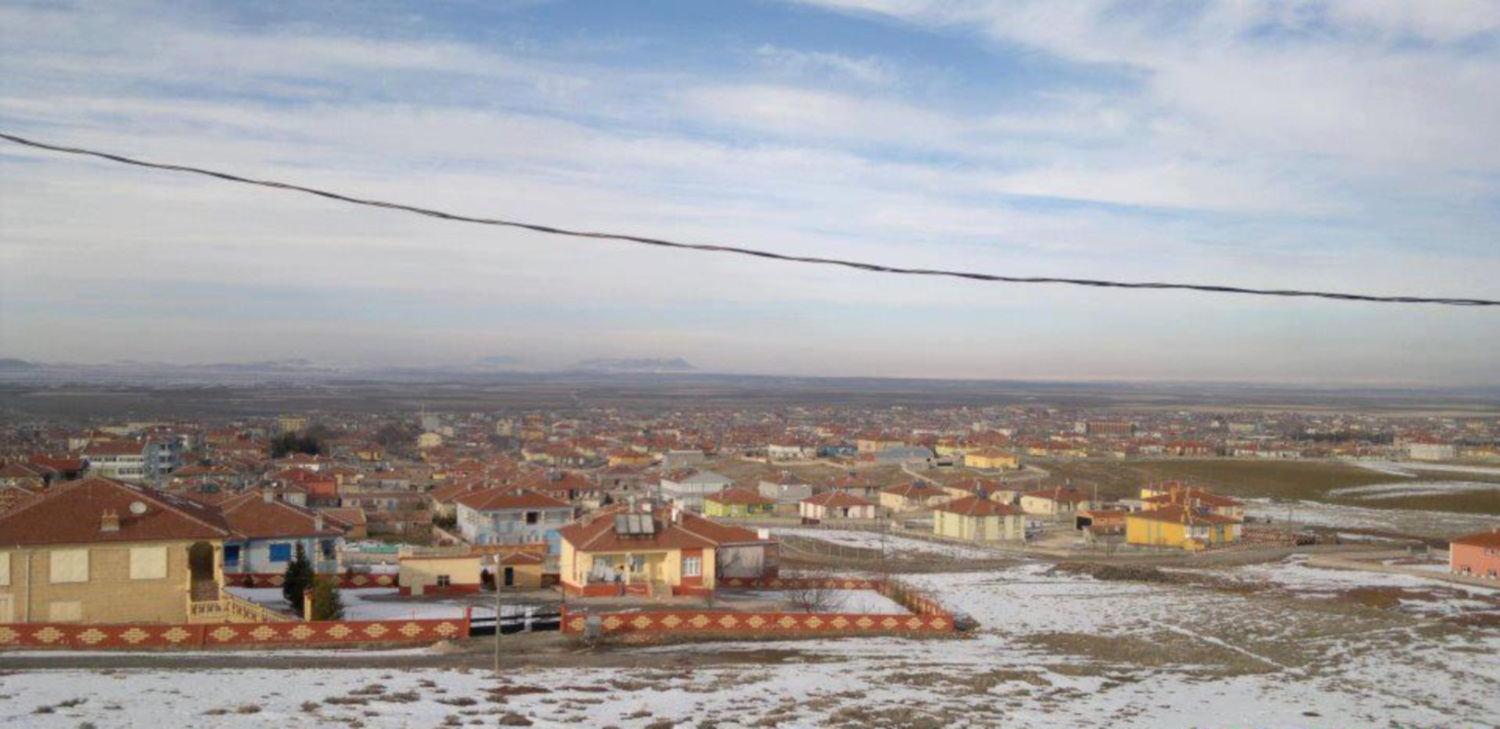

耶尼傑奧巴是土耳其的城鎮，由科尼亞省負責管轄，位於該國南部，距離首府科尼亞130公里，始建於1873年，面積400平方公里，每年平均降雨量約150毫米，2012年人口6,872。
38°52′15″N 32°47′31″E / 38.87083°N 32.79194°E